# Sandra Swinkels
Sandra Swinkels (Someren, 24 april 1988) is een Nederlands voormalig voetbalster die als doelvrouw speelde.

## Carrière
Swinkels verruilde in 2007 Someren voor Willem II om mee te doen aan de nieuw opgerichte Eredivisie. Na één seizoen vertrok ze naar Roda JC, dat in seizoen 2008/09 ook met een ploeg toetreden tot de competitie. Ze wordt daar eerste doelvrouw. Na een jaar haalt Roda echter haar ploeg om financiële redenen weer uit de competitie waardoor Swinkels noodgedwongen weer op zoek moest naar een nieuwe club. Uiteindelijk koos ze voor een terugkeer naar Willem II. In seizoen 2010/11 kwam ze uit voor VVV-Venlo. Ze speelde 16 duels voor de Venlonaren. Na een jaar besloot ze zich te gaan richten op haar maatschappelijke carrière, maar kwam uiteindelijk op die beslissing terug.
Swinkels is gecertificeerd TSM techniektrainer en in het bezit van TC III/UEFA C en Keeper Coach II.
Vanaf 2018 is Swinkels hoofdtrainster bij FC Eindhoven AV. Daarnaast is ze ook keeperstrainster in de jeugdopleiding van FC Den Bosch.

## Clubstatistieken
| Seizoen | Club      | Land      | Competitie | Wed. | Goals |
| ------- | --------- | --------- | ---------- | ---- | ----- |
| 2007/08 | Willem II | Nederland | Eredivisie | ?    | ?     |
| 2008/09 | Roda JC   | Nederland | Eredivisie | 24   | 0     |
| 2009/10 | Willem II | Nederland | Eredivisie | 2    | 0     |
| 2010/11 | VVV-Venlo | Nederland | Eredivisie | 16   | 0     |
| 2011/12 | VVV-Venlo | Nederland | Eredivisie | 2    | 0     |

## Interlandcarrière
Swinkels maakte op 13 juli 2009 haar debuut voor het Nederlands elftal tegen Zuid-Afrika. Ze kwam in het veld voor Angela Christ. Het duel werd met 3–2 gewonnen. Ze zat op dat moment bij de voorlopige selectie voor het EK, maar haalde uiteindelijk de definitieve selectie niet.